# NGC 245
NGC 245 è una galassia a spirale situata nella costellazione della Balena.

## Descrizione
La galassia ha una classe di luminosità II e presenta una larga riga a 21 cm dell'idrogeno neutro. 
Il nucleo della galassia è estremamente brillante nell'ultravioletto ed è inoltre una galassia caratterizzata da un elevato tasso di formazione stellare.
È iscritta nel catalogo Markarian con il codice Mrk 555 (MK 555)..

## Scoperta
NGC 245 è stata scoperta il 1º ottobre 1785 dall'astronomo britannico di origine tedesca William Herschel.

## Gruppo di NGC 271
NGC 245 fa parte del gruppo di NGC 271, un gruppo che comprende almeno altre 6 galassie: NGC 259,  NGC 271, NGC 279, NGC 307, MRK 557 e UGC 505.